# Miekojärvi (sjö i Finland)
Miekojärvi är en sjö i Finland. Den ligger i kommunen Övertorneå i landskapet Lappland, i den norra delen av landet, 700 km norr om huvudstaden Helsingfors. Miekojärvi ligger 76,9 meter över havet. Den är 22,84 meter djup. Arean är 53,34 kvadratkilometer och strandlinjen är 107,47 kilometer lång. Sjön  ingår i Torne älvs huvudavrinningsområde. 